# أحمد عجاج
أحمد محمد عجاج (مواليد 1966) هو مواطن فلسطيني أدين بالمشاركة في تفجير مركز التجارة العالمي عام 1993. يقضي حاليًا حكمًا بالسجن لمدة 84 عامًا في سجن فيكتورفيل بالولايات المتحدة بتهمة المشاركة في التفجير.

## النشأة
ولد عجاج في الضفة الغربية وهاجر إلى هيوستن، تكساس.

## التدريب على الهجمات
في 24 أبريل/نيسان 1992، تخلى عجاج عن طلبه الأول للحصول على اللجوء، وسافر جواً من نيويورك إلى بيشاور باكستان، مستخدماً الاسم المستعار إبراهيم سلامة، ومن هناك إلى معسكر خالدين على الحدود الأفغانية الباكستانية. ولعدم حصوله على المؤهلات اللازمة، تم إرسال عجاج إلى السعودية للحصول على خطاب توصية.
وفي 16 مايو/أيار 1992، سافر جواً إلى السعودية عبر الإمارات العربية المتحدة حيث حصل على خطاب تعريف يطلب من قائد معسكر خالدين أن يوفر لحامله تدريباً على استخدام الأسلحة والمتفجرات. عاد عجاج إلى باكستان عبر الإمارات العربية المتحدة، حيث وصل في 14 يونيو 1992، وبدأ دورة صناعة القنابل.

## العودة إلى الولايات المتحدة
في 31 أغسطس 1992، باستخدام خدمات وكيل سفر باكستاني، صعد أحمد عجاج ورامزي يوسف على متن رحلة الخطوط الجوية الباكستانية الدولية رقم 703 في بيشاور وسافرا إلى كراتشي، باكستان، ثم إلى مطار كينيدي في مدينة نيويورك، وسافرا في الدرجة الأولى خلال كلا المرحلتين من الرحلة، معتقدين أنهما سيتعرضان لتدقيق أقل.
كان لدى عجاج ويوسف معًا خمسة جوازات سفر وعدد كبير من الوثائق التي تدعم أسمائهم المستعارة: جواز سفر سعودي يظهر عليه علامات التغيير، وجواز سفر العراق تم شراؤه من مسؤول باكستاني، وجواز سفر سويدي تم استبدال صورته، وجواز سفر بريطاني تم استبدال صورته، وجواز سفر أردني، وبطاقات هوية، وسجلات بنكية، وسجلات تعليمية، وسجلات طبية، وأدلة نشرتها الجمعية العالمية للشباب الإسلامي.
في الأول من سبتمبر/أيلول عام 1992، أُرسل عجاج في مطار كينيدي إلى التفتيش الثانوي للهجرة، حيث ادعى أنه عضو في الصحافة السويدية، وأنه يسافر باسم خرم خان حاملاً بطاقة هوية الطالب الدولي وجواز سفر سويدي مزور. ليس معروفًا ما إذا كان عجاج يُقصد به إثارة ضجة لإلهاء يوسف عن الأمر، أم أنه فقد أعصابه عمدًا، لكنه صرخ في وجه المفتش: «أمي سويدية! إن لم تُصدّقني، فافحص جهاز الكمبيوتر الخاص بك». كان جواز السفر شرعيًا، يعود لمواطن سويدي التحق بمعسكر تدريب في باكستان، وسلّم بطاقات هويته لمن يديرون المعسكر، لكن عجاج استخدم معجونًا مدرسيًا بسيطًا للصق صورته فوق صورة صاحبه الشرعي. 
وفي أمتعة عجاج، عثر المفتش مارك كوزين وروبرت مالافرونتي من دائرة الهجرة والجنسية على جواز سفر سعودي وجواز سفر الأردن مزور، مع وثائق داعمة لكليهما؛ تذكرة طائرة وجواز سفر بريطاني باسم محمد عزان، ودليل على صنع القنابل، ومقاطع فيديو ومواد أخرى عن تجميع الأسلحة والمتفجرات، ورسائل تشير إلى حضوره معسكرات تدريب إرهابية؛ ومواد معادية لأميركا وإسرائيل، وتعليمات حول تزوير الوثائق، وجهازين لختم المطاط لتغيير الختم على جوازات السفر الصادرة من المملكة العربية السعودية. كان أحد الأدلة، الذي كتب في عام 1982، أي قبل سبع سنوات من تأسيس الجماعة، يحمل عنوان القاعدة وتم الإبلاغ عنه على نطاق أوسع بعد أن برزت الجماعة. أبلغ مشرف دائرة الهجرة والجنسية فرقة العمل المعنية بمكافحة الإرهاب التابعة لمكتب التحقيقات الفيدرالي والتي رفضت التدخل ولكنها طلبت نسخًا من الملف. تم إخطار مكتب الكحول والتبغ والأسلحة النارية، لكنه «لم يكن مهتمًا».
كما أُرسل يوسف إلى التفتيش الثانوي للهجرة لعدم امتلاكه جواز سفر أو تأشيرة تسمح له بدخول الولايات المتحدة. وقد قدم جواز سفر عراقيًا قال إنه اشتراه من مسؤول باكستاني مقابل 100 دولار أو أكثر (ما يصل إلى 2700 دولار في تقرير واحد)، مضيفًا أن جواز السفر مزور. وادعى يوسف أنه كان يفر من صدام حسين ويحتاج إلى اللجوء، وأنه تعرض للضرب مؤخرًا على يد جنود عراقيين في الكويت لأنهم اعتقدوا أنه عضو في منظمة حرب عصابات كويتية. كما عثرت مفتشة دائرة الهجرة والجنسية مارثا موراليس في حوزته على بطاقة صعود باسم محمد آزان، وبطاقة هوية من مركز البنيان الإسلامي في أريزونا، عليها صورة يوسف واسم خرم خان، والتي سافر بها عجاج إلى الولايات المتحدة. وقد وقع يوسف على ظهر البطاقة باسم رمزي أحمد يوسف.
كان بحوزة يوسف شيكات من بنك لويدز لندن، ودفتر عناوين يُدرج ما وصفه موراليس لاحقًا بـ«أماكن غير مألوفة [في أمريكا] يمكن زيارتها لشخص قادم من نصف الكرة الأرضية الآخر». وبعد أخذ بصمات أصابعه وتصويره، صودرت جواز سفره. وقال موراليس إن يوسف يتحدث الإنجليزية بطلاقة بلكنة بريطانية، واعترف بأن اسمه الحقيقي رمزي يوسف، وقال إنه ولد في الإمارات عام 1967، وهو مواطن باكستاني. وقد رفض مشرفها توصية موراليس باحتجاز يوسف على أساس أن مركز الاحتجاز التابع لدائرة الهجرة والجنسية كان ممتلئًا – على الرغم من أن يوسف ارتكب أعمال احتيال في مجال الهجرة (السفر تحت ثلاث هويات مختلفة والكذب على مسؤول في دائرة الهجرة والجنسية)، كما قدم للمفتشين أدلة تربطه بأحمد عجاج. ومع وجود وثائق متشابكة ووجود الرجلين في التفتيش الثانوي، لا يزال يوسف غير مرتبط بعجاج. وقد قدم طلبا للحصول على اللجوء السياسي وتم إطلاق سراحه في الولايات المتحدة في انتظار جلسة استماع.
كانت مجموعة أدوات الإرهاب التي استخدمها عجاج، وختم الدخول المزيف، واندفاعه، كلها أدوات خداعية تهدف إلى صرف انتباه دائرة الهجرة والجنسية عن يوسف وتسهيل عملية معاملة يوسف – وهي خطة مدروسة مسبقًا تهدف إلى استغلال الأنشطة الروتينية لمفتشي دائرة الهجرة والجنسية المشغولين. بعد أكثر من 8 ساعات من الاستجواب، في الساعة الخامسة في يوم 2 سبتمبر 1992، سلمت دائرة الهجرة والجنسية أجاج إلى مؤسسة واكينهوت الإصلاحية ليتم حبسه في مستودع تم تحويله في كوينز.
كشف جواز سفر عجاج أن ختم دخوله إلى باكستان بتاريخ 15 يونيو 1992 كان مزورًا. وقال عجاج للسلطات إنه حصل على طلب لجوء سياسي منذ دخول سابق في فبراير/شباط 1992، وتم احتجازه في انتظار جلسة استماع. واعترف عجاج بعد ذلك باستخدام جواز سفر مزور وقضى ستة أشهر في السجن. ولم يحضر يوسف جلسة الاستماع الخاصة به.

## المشاركة من السجن
بعد سجنه في 2 سبتمبر 1992، ظل عجاج على اتصال مع يوسف وغيره من المتآمرين واستمر في التورط في مؤامرة تفجير مركز التجارة العالمي. ولم يتصل عجاج بيوسف بشكل مباشر على الإطلاق. تم ربط المكالمات عبر شبكة «الهامبرغر الخمسة الكبار» (بالإنجليزية: Big 5 Hamburgers) في دالاس، مما جعل اكتشافها من قبل أجهزة إنفاذ القانون أكثر صعوبة. ولم تتم ترجمة المكالمات إلا بعد فترة طويلة من تفجير مركز التجارة العالمي.
ابتداءً من 4 ديسمبر 1992 (ثم في 29 ديسمبر 1992)، أجرى يوسف سلسلة من المكالمات الهاتفية مع محامي عجاج في نيويورك وصديقه في تكساس. وفي وقت لاحق من اليوم نفسه، حُوِّلت مكالمة من عجاج إلى يوسف، مما أتاح لهما التحدث مباشرةً. خلال المحادثة، أثار عجاج على الفور موضوع حقيبة الأدوات الإرهابية، مُبلغًا يوسف أن المحكمة أمرت الحكومة بإعادة ممتلكات عجاج. عندما سأل يوسف إن كان بإمكانه الاستيلاء على ممتلكات عجاج، وافق عجاج في البداية، لكنه قال بعد ذلك إنه ليس من الحكمة أن يحصل يوسف شخصيًا على هذه المواد من الحكومة لأن ذلك قد يُعرِّض «عمل يوسف» للخطر، وهو أمرٌ «مؤسف»، على حد تعبير عجاج.
تم إطلاق سراح عجاج من السجن في الأول من مارس 1993، بعد ثلاثة أيام من تفجير مركز التجارة العالمي. أعيد اعتقاله فيما يتصل بالهجوم الذي وقع في 9 مارس/آذار 1993، وتم رفض طلب اللجوء الذي قدمه في 24 أبريل/نيسان 1993. كان عجاج في السجن وقت تفجير مركز التجارة العالمي، وأدين بالضلوع في دور «في المراحل المبكرة من المؤامرة» وأدين بتسع تهم، وحكم عليه بالسجن لمدة 240 عامًا، وغرامة قدرها 250 ألف دولار، وأُمِر بدفع 250 مليون دولار كتعويضات.
ولم يتنازل عجاج عن طلب اللجوء السياسي. وقد قدم التماسا بتعيين محام جديد وعقد جلسة استماع بشأن الاستبعاد – والتي تعقد لتحديد ما إذا كان شخص ما مقبولاً في الولايات المتحدة – في هيوستن، حيث قدم طلب اللجوء السياسي الأصلي. وقد تم رفض طلب عجاج في 24 أبريل/نيسان 1993، على أساس أن حامل جواز سفر من دولة معفاة من التأشيرة ويستخدم جواز سفر مزور (كان عجاج قد استخدم جواز سفر سويدي مزور) لا يحق له الحصول على مثل هذه الجلسة. ولم يكتف عجاج بهذه النتيجة، فطلب تقديم طلب لجوء سياسي جديد، وأعطاه قاضي الهجرة مهلة عشرة أيام للقيام بذلك. وبذلك تمكن عجاج من تقديم طلب اللجوء السياسي بعد اعتقاله بتهمة التورط في تفجير مركز التجارة العالمي.
وزعم تقرير للإذاعة الوطنية العامة عام 2011 أنه سُجن في وحدة إدارة الاتصالات شديدة التقييد.
اعتبارًا من عام 2025، كان أجاج موجودًا في سجن فيكتورفيل برقم BOP 40637-053. في عام 2021، ألغيت إحدى إدانات عجاج، مما أدى إلى تخفيف عقوبته بمقدار 30 عامًا.

## سرطان الرئة
في أواخر تسعينيات القرن العشرين، تم تشخيص إصابة عجاج بسرطان الرئة. نقله مكتب السجون الأمريكي إلى منشأة طبية، حيث خضع لعملية جراحية لإزالة الرئة السرطانية وتلقى العلاج الإشعاعي. وقد رفع عشرات الشكاوى والعديد من الدعاوى القضائية ضد نظام السجون الأمريكي، مدعيا كل شيء من التدخل في بريده إلى حرمانه من الوصول إلى المحامين، وانتهاكات حقوقه التي يكفلها التعديل الثامن.[بحاجة لمصدر]
كان عجاج المدعي الوحيد المتبقي في دعوى قضائية رفعها سجناء فيدراليون يزعمون تعرضهم للأذى بسبب الدخان السلبي المتسرب عبر نظام تنقية الهواء في سوبرماكس.[بحاجة لمصدر]

## وصلات خارجية
- ستيفن إيمرسون، جوناثان ليفين، تمويل الإرهاب: النشأة والتنظيم والوقاية: المملكة العربية السعودية، وتمويل الإرهاب والحرب على الإرهاب، شهادة أمام لجنة الشؤون الحكومية بمجلس الشيوخ الأمريكي، 31 يوليو/تموز 2003
- ملخص برنامج «للتسجيل» الإذاعي حول الهجمات الإرهابية التي وقعت في 11 سبتمبر 2001
- مارك س. هام، الجرائم التي ترتكبها الجماعات الإرهابية: النظرية والبحث والوقاية، قسم علم الجريمة، جامعة ولاية إنديانا، 1 يونيو 2005
- نبذة عن أحمد عجاج – مركز البحوث التعاونية
- روبرت آي. فريدمان، الموساد مرتبط بالمشتبه به في تفجير مركز التجارة العالمي، فيليج فويس، 3 أغسطس/آب 1993